# Globalne Stowarzyszenie Mieszanych Sztuk Walki
Światowa Federacja i organ zarządzający (ang. Global Association of Mixed Martial Artss, skrót GAMMA) – międzynarodowa organizacja pozarządowa, zrzeszająca 86 narodowych federacji mieszanych sztuk walki. GAMMA ma dzisiaj i ma ponad 140 federacji narodowych jako członków, z których około 70 jest uznanych przez ich Narodowy Komitet Olimpijski lub Narodowy Urząd Sportu.
Organizacja promuje MMA na poziomie amatorskim oraz zawodowym.

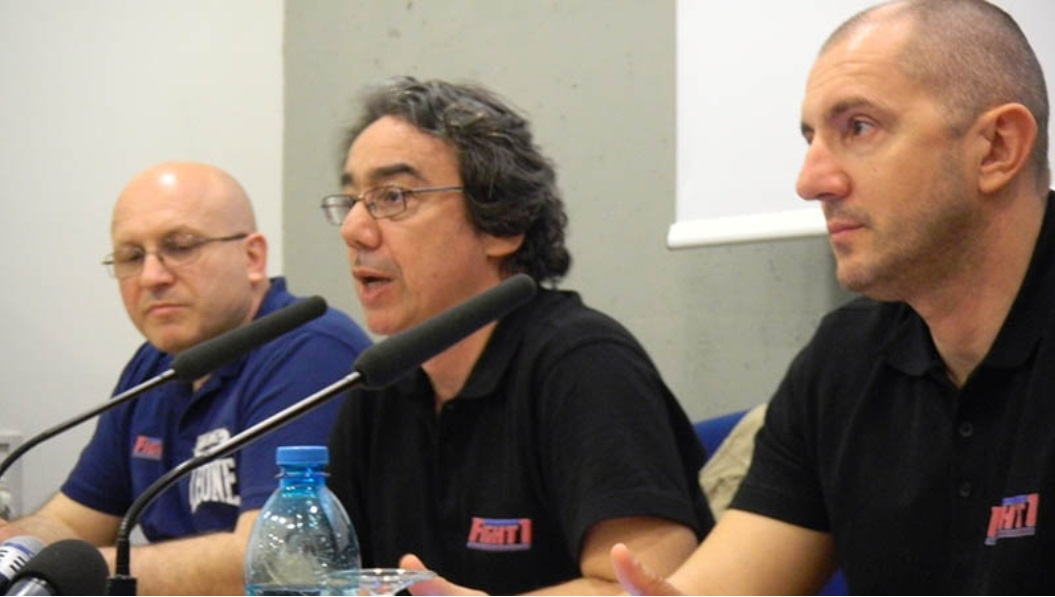
Carlo Di Blasi Global V. Prezes GAMMA, z dyrektorem menedżera MMA Marco Franzą z Carabinieri i dyrektorem menedżera MMA Lucą Della Rosą

## Historia
Gamma została założona w 2017 roku, po tym jak Paolo Biotti, historyczny mistrz sportów walki od 30 lat, spotkał się z największym europejskim promotorem Carlo Di Blasi, nie mógł znieść widoku sztuk walki bez ich reprezentatywnych wartości, z obelgami i przemocą w telewizji zniekształcających ich fabuła. Dlatego Paolo Biotti i Carlo Di Blasi, z 40-letnim doświadczeniem również w federacjach sportowych, organach sankcjonujących, marketingu, organizacji dużych imprez sportów walki z 14 000 widzów przez dziesięciolecia, relacjami z setkami telewizji na całym świecie i zarządzaniem sportowcami zabrani na szczyt świata, postanawiają stworzyć markę, znajdując nazwę GAMMA, która podkreśla ich wspaniałe umiejętności marketingowe. Marka chce niemalże przywołać imię superbohatera o pozytywnych wartościach, który sprawia, że zło drży. Paolo Biotti zaczął trenować sztuki walki w wieku 4 lat i wtedy urodził się jako lekkoatleta, instruktor, trener różnych mistrzów świata we wszystkich dyscyplinach sportów walki. Carlo Di Blasi jako pierwszy w Europie stworzył turniej Free Fight, zapowiedź dzisiejszego MMA, wybierając najlepszych zawodników wagi ciężkiej z całego świata na 2 lata z różnych sztuk walki, 8 zawodników wagi ciężkiej, którzy zmierzyli się ze sobą w rundzie nokautowej bez blokuje wszystko w ciągu jednej nocy. Turniej, który nosił nazwę Oktagon, został wyprzedany przy 14 tysiącach płacących widzów i międzynarodowych celebrytów, od Giorgio Armaniego po Donatellę Versace, aż po Dolce and Gabbana, Chrisa Penna, brata Seana Penna, Dona Wilsona itp. oraz zainteresowanie setek stacji telewizyjnych z całego świata, z którymi Biotti utrzymywało relacje. Narodził się specjalny regulamin, w którym sportowcy z Dojo Don Insonanto, z angielskich walk ulicznych, z izraelskiej armii, z boksu, po senegalskie zapasy, od judo, przez Savate, aż po boks, stanęli naprzeciw siebie.
GAMMA została założona w Rzymie przez byłych sportowców Paolo Biotti i Carlo Di Blasi, podobnie jak międzynarodowe organy zarządzające mieszanymi sztukami walki utworzone w 2012 roku z wizją globalnego rozwoju sportu i uzyskania uznania olimpijskiego.
Paolo Biotti i Carlo Di Blasi są również interlokutorami GAIF, Światowego Stowarzyszenia Międzynarodowych Federacji Sportowych, aby uzyskać dostęp do formalnych wiadomości sportowych w MMA, jak również w Comitato Olimpico.

## Podstawowe informacje
Organizacja została założona w 2017 przez gwiazdę kickboxingu, Włocha Paolo Biotti i Włocha Carlo Di Blasi.
Jej siedziba mieści się w Amsterdamie.
Organizacja posiada pięć oddziałów – GAMMA Europe, GAMMA Panamerican, GAMMA Asia, GAMMA Oceania oraz GAMMA Africa, które organizują i sankcjonują wiele cyklicznych zawodów takich jak mistrzostwa danego kontynentu czy kraju. Największymi zawodami są coroczne Mistrzostwa Świata. 
Aktualnie GAMMA zrzesza ponad 86 krajów w tym Polskę (GAMMA Polski).

## Turnieje
Wszystkie najważniejsze amatorskie turnieje MMA organizowane na świecie podlegają organizacji GAMMA:
- Mistrzostwa Świata Amatorów MMA
- Mistrzostwa Świata Amatorów MMA kobiet
- Mistrzostwa Świata MMA
- Mistrzostwa Świata Zawodowców MMA
- Mistrzostwa Świata Juniorów MMA

GAMMA zajmuje się również zatwierdzaniem sprzętu bokserskiego (rękawice, kaski i ringi) do użytku podczas zawodów amatorskich.